# Alteuropa (Epoche)
Alteuropa oder das alteuropäische Zeitalter bezeichnet in einer alternativen Gliederung der europäischen Geschichte das Zeitalter vor dem Beginn der Industrialisierung. Hauptvertreter dieses Konzepts sind Otto Brunner und Dietrich Gerhard.

## Probleme des traditionellen Periodisierungsmodells
Die klassische Dreiteilung der europäischen Geschichte in Antike, Mittelalter und Neuzeit stammt aus dem Geschichtsbild der Renaissance, die in ihrer Rückbesinnung auf die Antike die zurückliegenden tausend Jahre als ein dazwischenliegendes, mittleres Zeitalter einschätzte. Zu diesem negativen Bild des „finsteren Mittelalters“, also der Zeit von ca. 500–1500 trugen auch spätere, an der Antike orientierte Denkströmungen wie die Aufklärung und der Klassizismus bei.
Darüber hinaus ist ein allgemeines Problem bei historischen Periodisierungsfragen, dass die Ergebnisse von den zugrundegelegten Parametern abhängen. Mit einer veränderten Betrachtungsweise verschieben sich also notwendigerweise auch die Grenzen der Epochen.

## Merkmale des alteuropäischen Zeitalters
Im historischen Diskurs werden deshalb seit den 1970er Jahren zunehmend alternative Geschichtsgliederungen in Betracht gezogen, wie z. B. Kosellecks Begriff der Sattelzeit oder eben auch der des alteuropäischen Zeitalters. 
Dieses Konzept zieht zur Periodisierung Kategorien wie die Wirtschaftsform und die Sozialstruktur der jeweiligen Gesellschaft heran. Es unterteilt die europäische Geschichte in eine vorindustrielle Epoche, die sich durch agrarische Subsistenzwirtschaft, feudale und hierarchische Strukturen sowie ein christlich geprägtes Weltbild auszeichnet, und in eine industrialisierte Phase, deren Merkmale eine zunehmende Arbeitsteilung, marktwirtschaftliche Erwerbsformen, nationale und zentralstaatliche Strukturen sowie eine aufklärerische Grundhaltung und das Streben nach sozialer Gleichheit sind. Unter diesen Prämissen zeigt sich jedoch eine stärkere Kontinuität zwischen dem Mittelalter und der Frühen Neuzeit als zwischen dieser und der Zeit seit dem 19. Jahrhundert. Für die europäische Geschichte bedeutet dies demnach eine Epochenscheide um das Jahr 1800.

## Varianten des Modells
Der österreichische Sozialhistoriker Otto Brunner bezieht in sein Gliederungsmodell die griechische und römische Antike mit ein. Für ihn beinhaltet Alteuropa „die Zeitspanne von Homer bis Goethe“, umfasst also die gesamte europäische Geschichte von ca. 700 v. Chr. bis 1800. 
Der Verfassungshistoriker Dietrich Gerhard dagegen beschränkt den Begriff Alteuropa auf die Zeit vom 12. bis zum 18. Jahrhundert. Den Beginn markiert nach seiner Einteilung die Entstehung gesellschaftlicher Strukturen und Institutionen wie des Bürgerstands, der höfischen Kultur und auch des Kirchenrechts, die diese Jahrhunderte entscheidend prägten.